# 陳鳳 (嘉靖進士)
陳鳳（1502年—？），字羽伯，一字元舉，號玉泉，南京留守後衛官籍，浙江紹興府會稽縣人，明朝政治人物。

## 生平
嘉靖四年（1525年）乙酉科應天府鄉試第七名舉人。嘉靖十四年（1535年）中式乙未科會試第二百九名，登第三甲第五十名進士。歷官江西佥事、陕西参议。从顾璘游，工诗，与许仲贻、谢与槐齐名。有《清华堂稿》，辑有《欣慕编》。

## 家族
曾祖陳禮；祖父陳琳；父陳綱。前母黃氏；母徐氏；繼母魏氏。具庆下。